# Wホテル
Wホテル (ダブリューホテル、W Hotels) は、アメリカ合衆国を中心に展開するマリオット・インターナショナル系列のブティックホテル（デザイナーズホテル）。
ブランド名の由来は"Whatever / Whenever"（お望みの物を/お望みの時に）という経営理念から。また、当ホテルのコンセプトの産みの親は、スターウッドCEOのバリー・スターンリッヒ。ターゲットとする客層はウェスティンよりも若い層で、デザインにこだわりを持つビジネストラベラー（個人客）としている。

## 沿革
- 1998年12月 -当時のスターウッドホテルズ＆リゾーツがニューヨーク・マンハッタンのレキシントンアベニュー & 49丁目にあった Doral Inn ホテルを新たにWホテルとして転換させ、ブランドが発足。初期のWホテルは、グループ内の既存のホテルの転換が多かった。
- 2006年 - 廉価版ブランド「アロフト」が誕生。
- 2008年5月 - トルコのイスタンブールにおいてヨーロッパの最初のWホテルをオープン。
- 2009年10月 - スペインのバルセロナ市内にて、西欧諸国で最初のWホテルをオープン。
- 2016年-スターウッドホテルズ＆リゾーツが、マリオット・インターナショナルへ売却され、マリオットのブランドとなった。

## 各地のホテル
- Wアトランタ （ジョージア州アトランタ）
- Wシカゴ・シティセンター （イリノイ州シカゴ）
- Wシカゴ・レイクショア （イリノイ州シカゴ）
- Wダラス・ピクトリー （テキサス州ダラス）
- Wホノルル・ダイヤモンドヘッド （ハワイ州ホノルル）
- Wロサンゼルス・ウエストウッド
- Wリトリート&スパ・モルディブ

- Wニューオリンズ（英語版） （ルイジアナ州ニューオーリンズ）
- Wニューオリンズ・フレンチクォーター （ルイジアナ州ニューオーリンズ）
- Wニューヨーク （ニューヨーク州ニューヨーク市）
- Wニューヨーク ザ・コート （ニューヨーク州ニューヨーク市）
- Wニューヨーク ザ・タスカニー （ニューヨーク州ニューヨーク市）
- Wニューヨーク タイムズスクエア （ニューヨーク州ニューヨーク市）
- Wニューヨーク ユニオンスクエア （ニューヨーク州ニューヨーク市）
- Wサンディエゴ （カリフォルニア州サンディエゴ）
- Wサンフランシスコ（英語版） （カリフォルニア州サンフランシスコ）
- Wシアトル （ワシントン州シアトル）
- Wシリコンバレー （カリフォルニア州サンノゼ）
- Wモントリオール （カナダ ケベック州）
- Wロンドン レスタースクエア （イギリス ロンドン）
- Wメキシコシティ
- Wソウル・ウォーカーヒル （韓国ソウル）
- W台北 （台湾台北市信義区市府転運站ビル）
- W香港（英語版） （香港特別行政区）
- Wシンガポール セントーサコーヴ （シンガポール）
- Wリトリート コーサムイ （タイサムイ島）
- Wリトリート&スパ バリ スミニャック （インドネシアバリ島デンパサール）
- Wサンクトペテルブルク （ロシア サンクトペテルブルク）
- Wバンコク （タイ王国 バンコク）
- W大阪（日本 大阪府大阪市中央区）

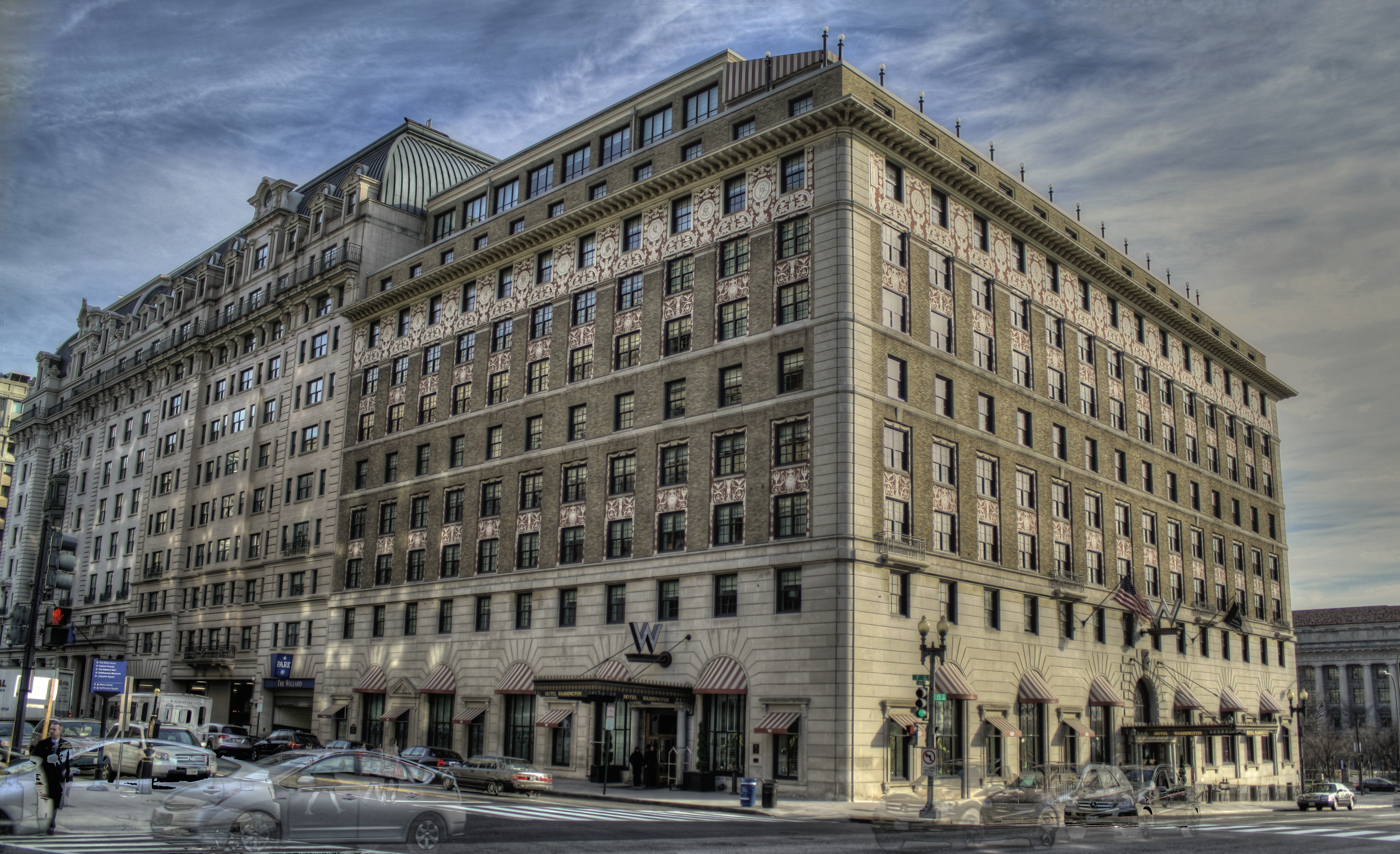
W in ワシントンD.C.
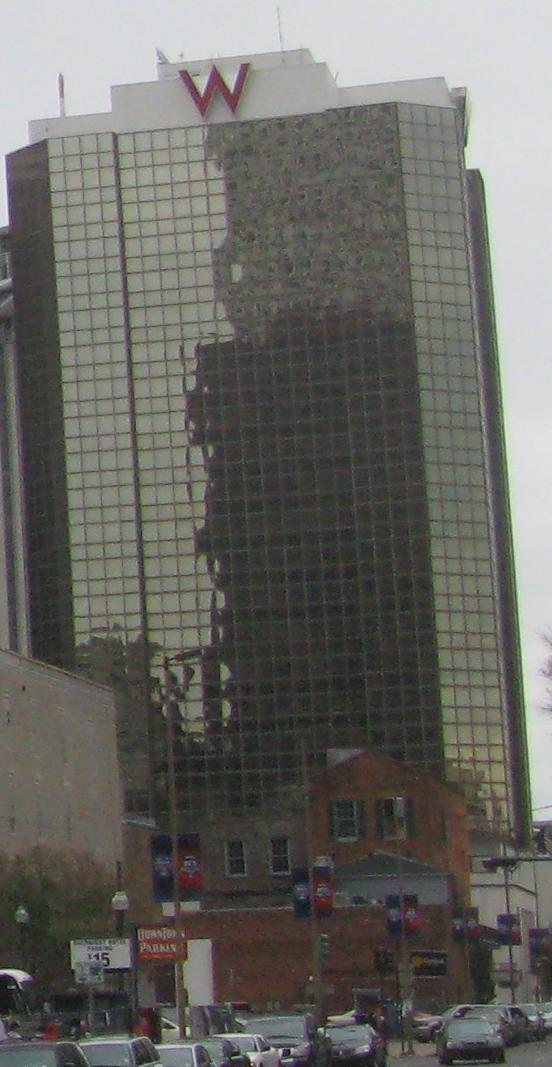
W in ニューオーリンズ
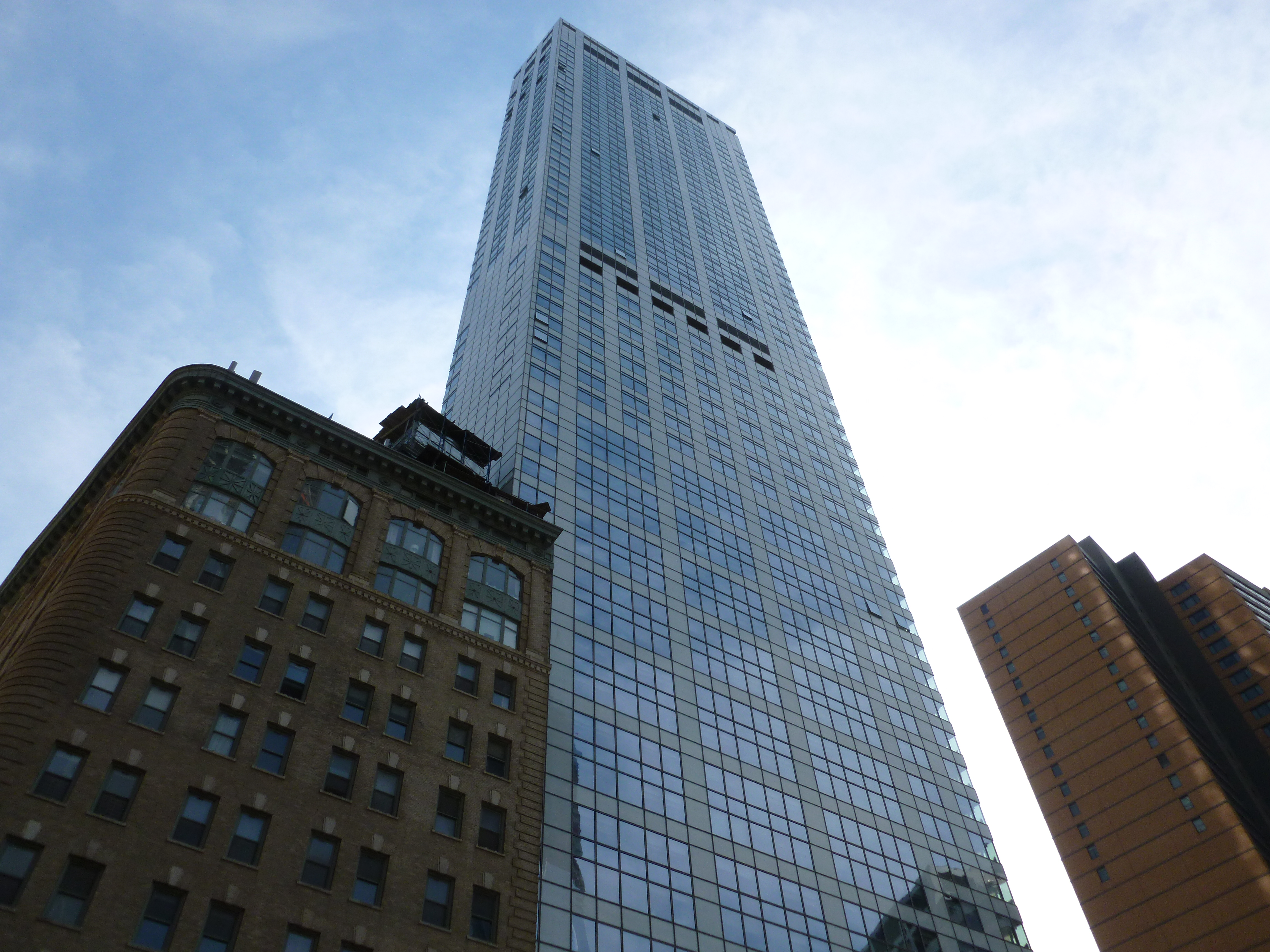
W in ニューヨーク－ダウンタウン
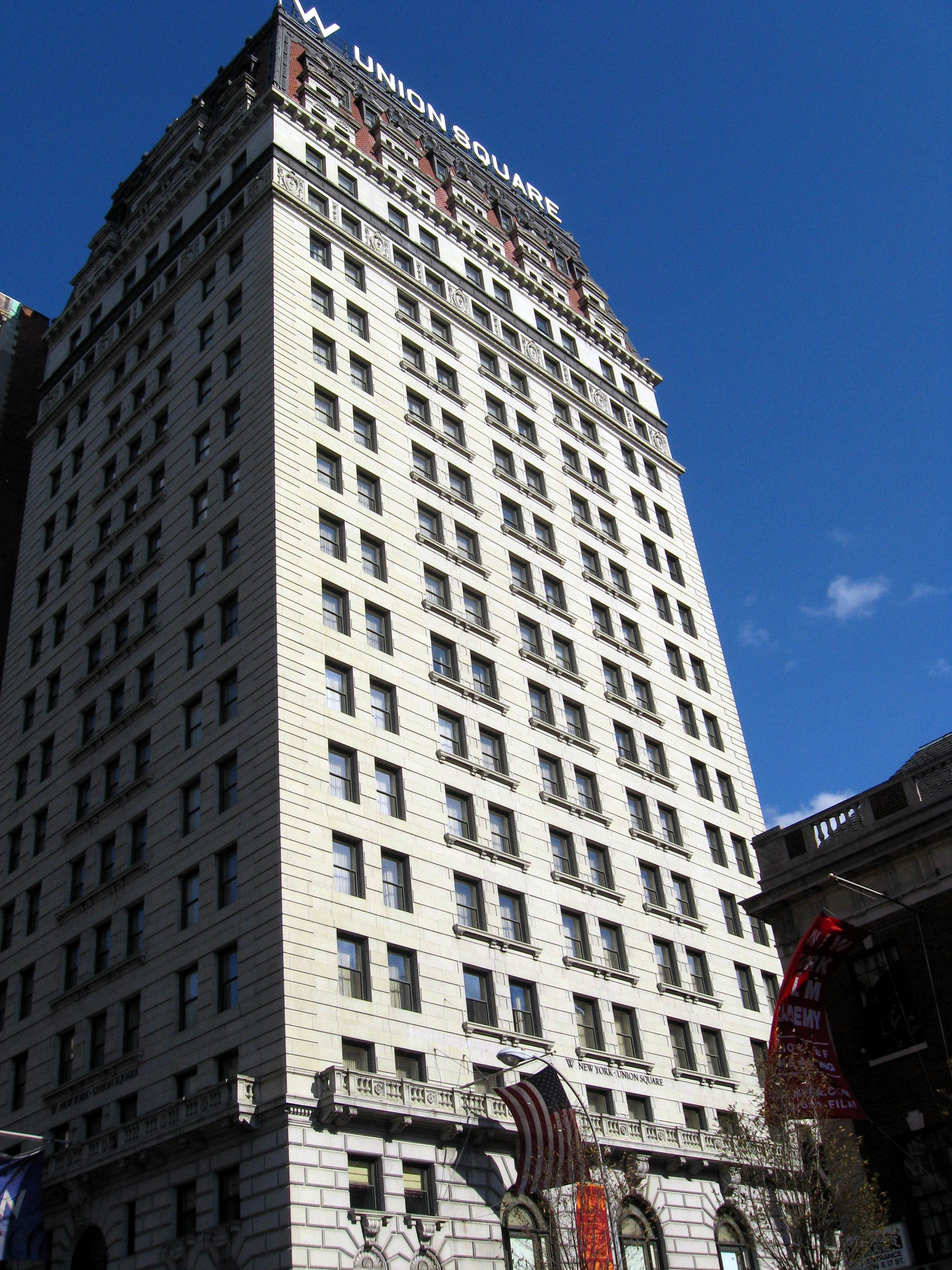
W ユニオンスクエア (ニューヨーク市)
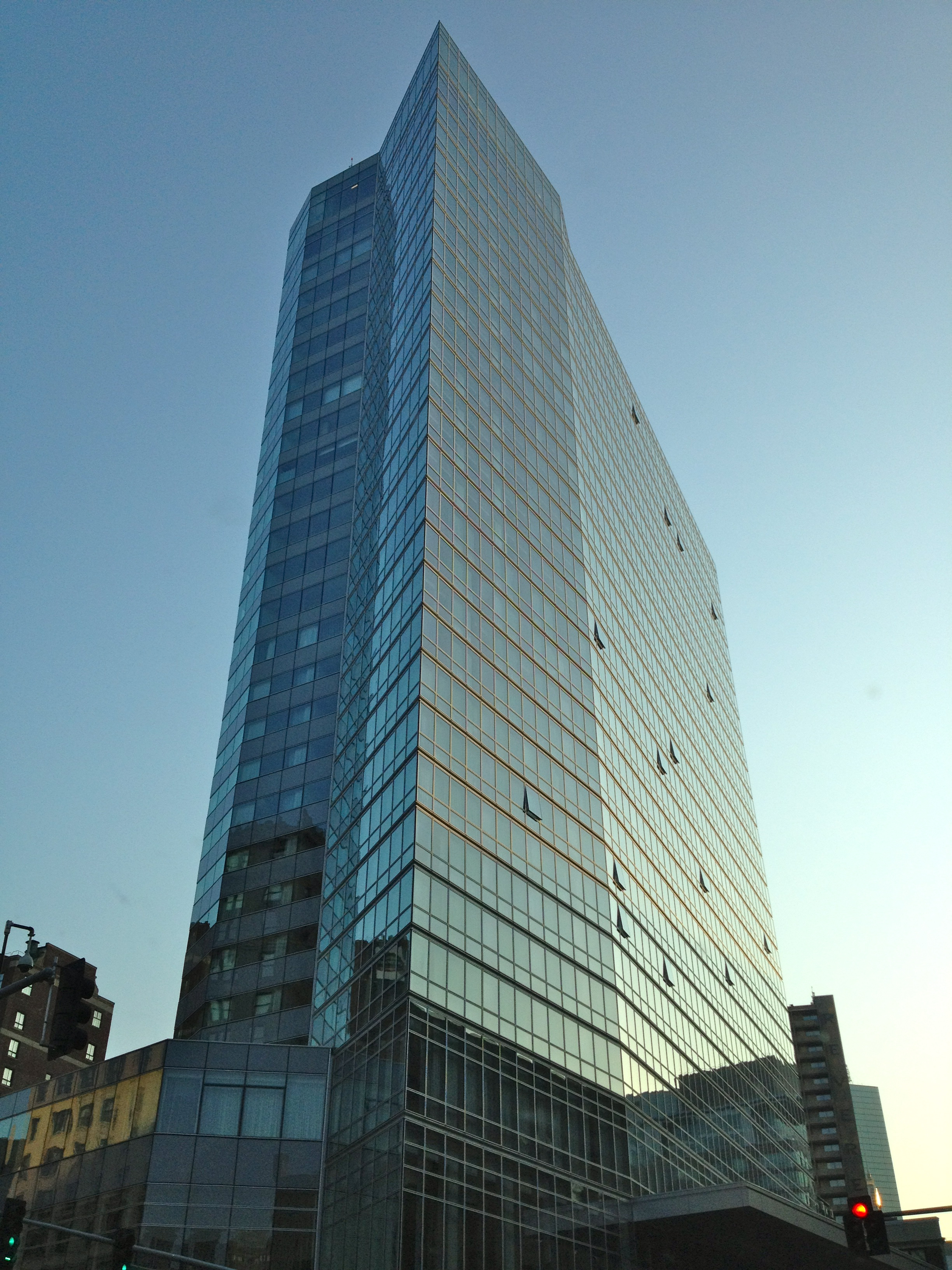
W in ボストン
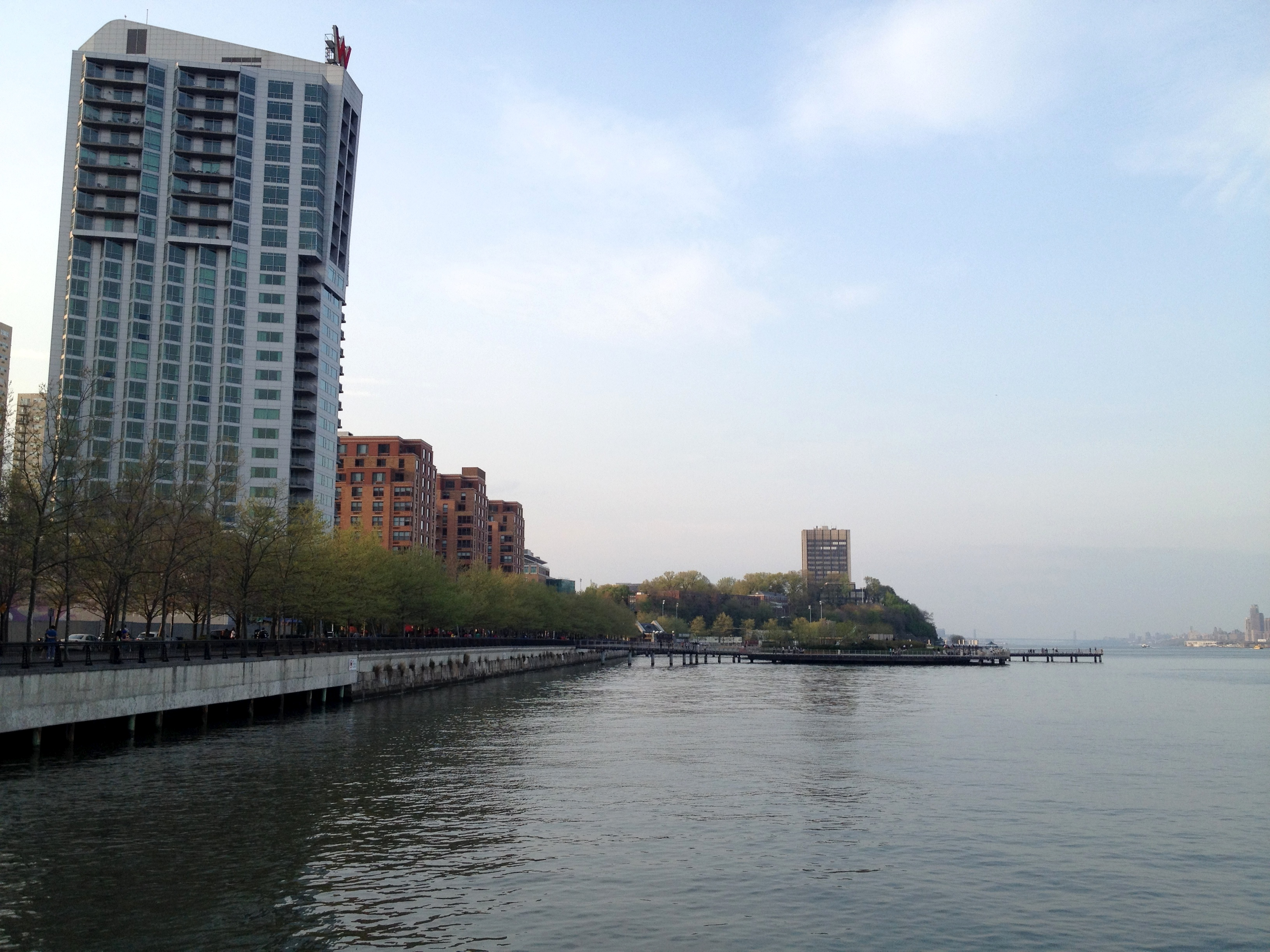
W in ホーボーケン (ニュージャージー州)
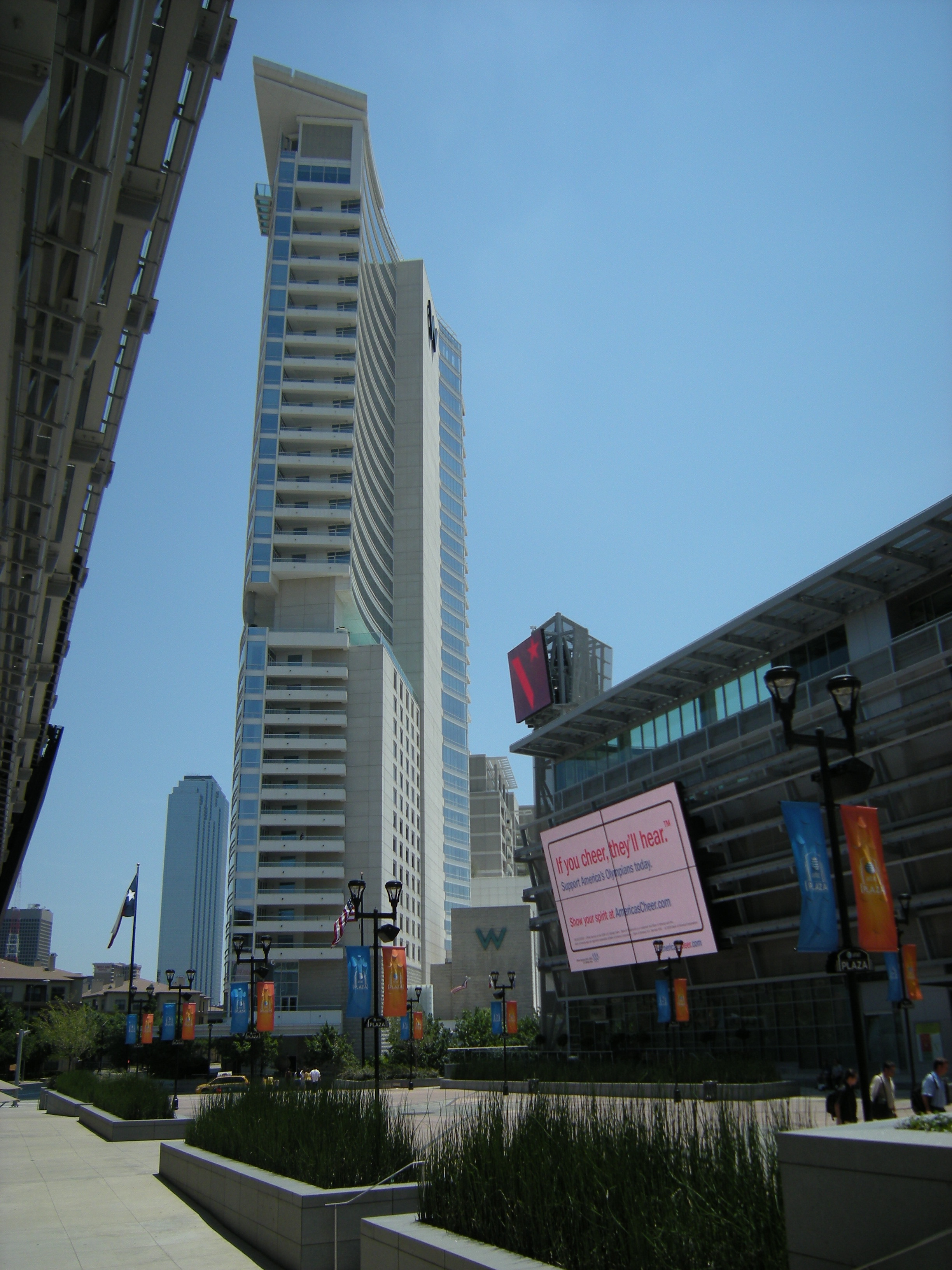
W in ダラス
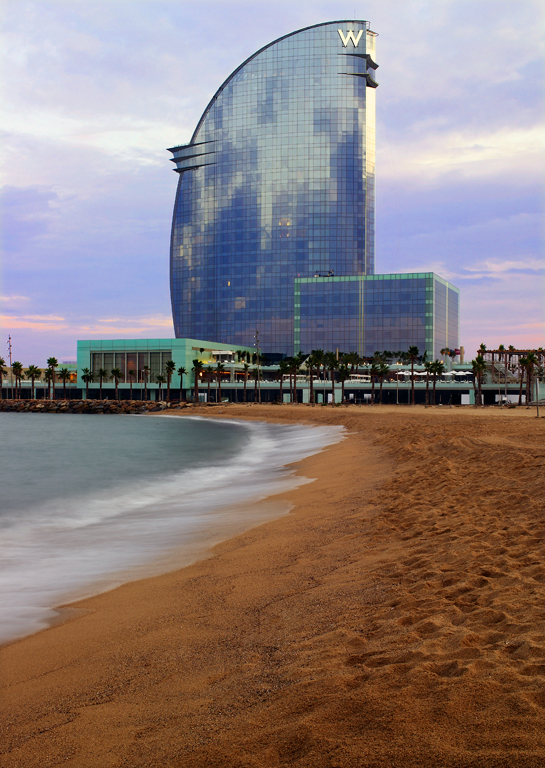
W in バルセロナ
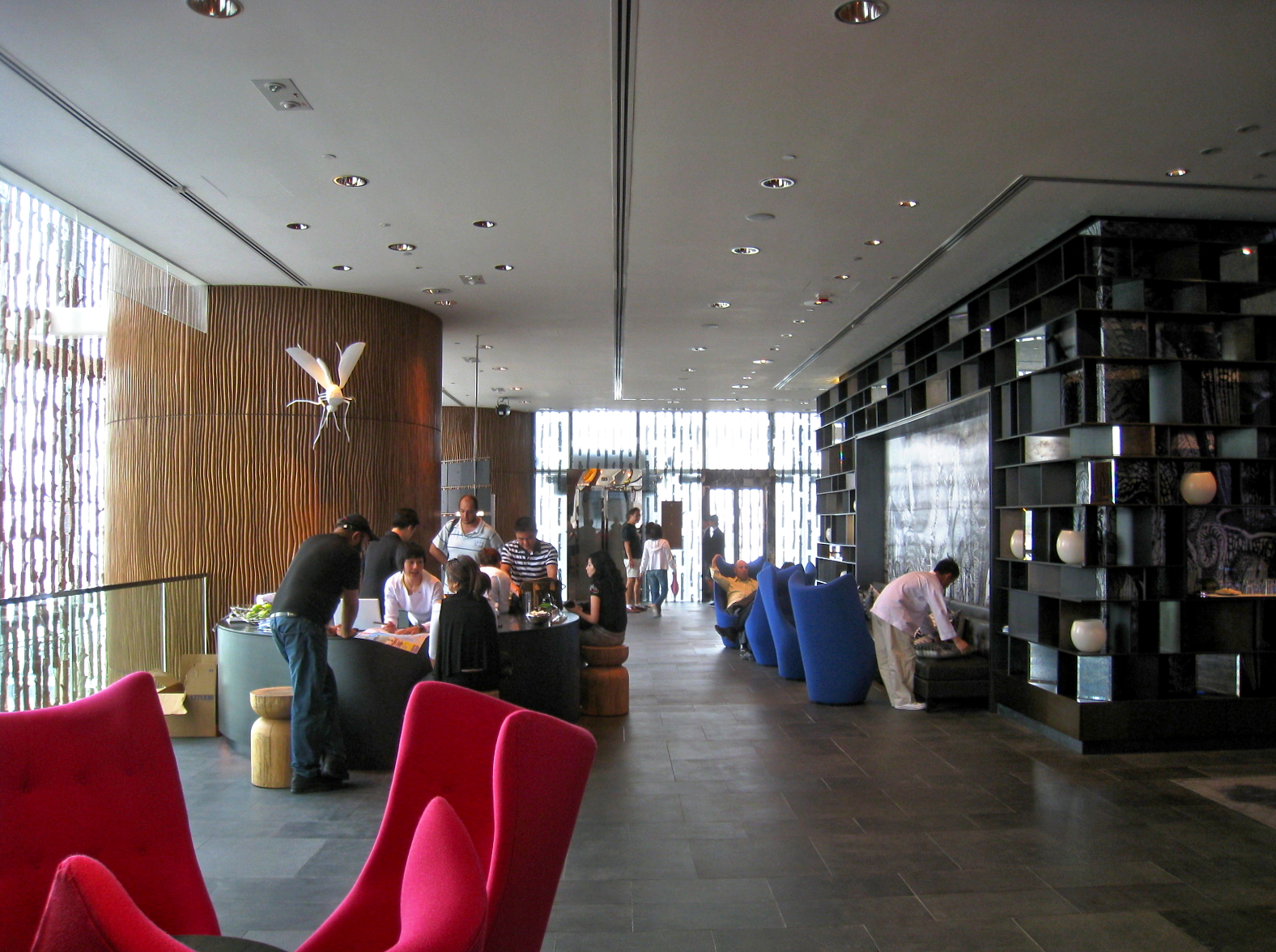
W in 香港
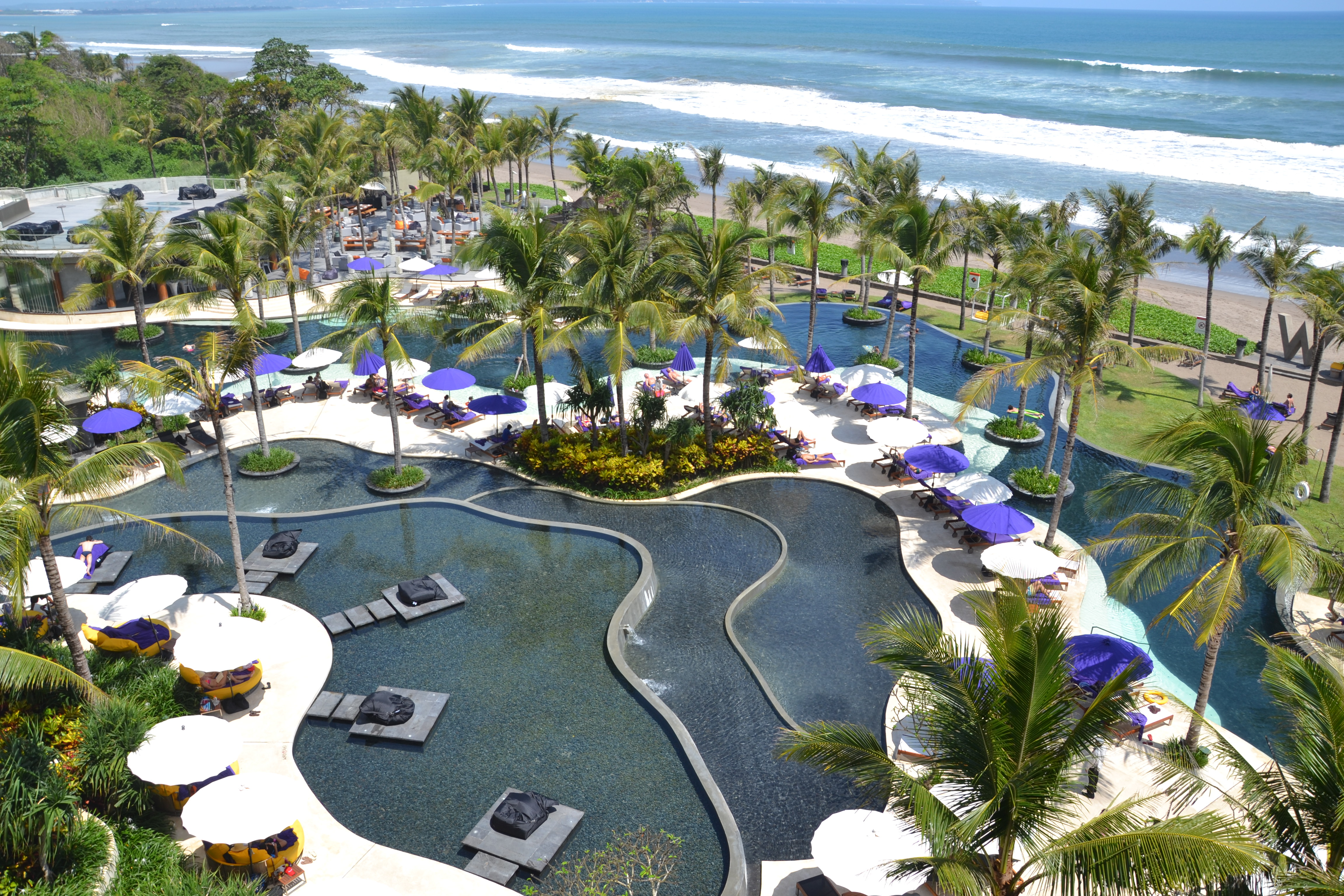
W in バリ島
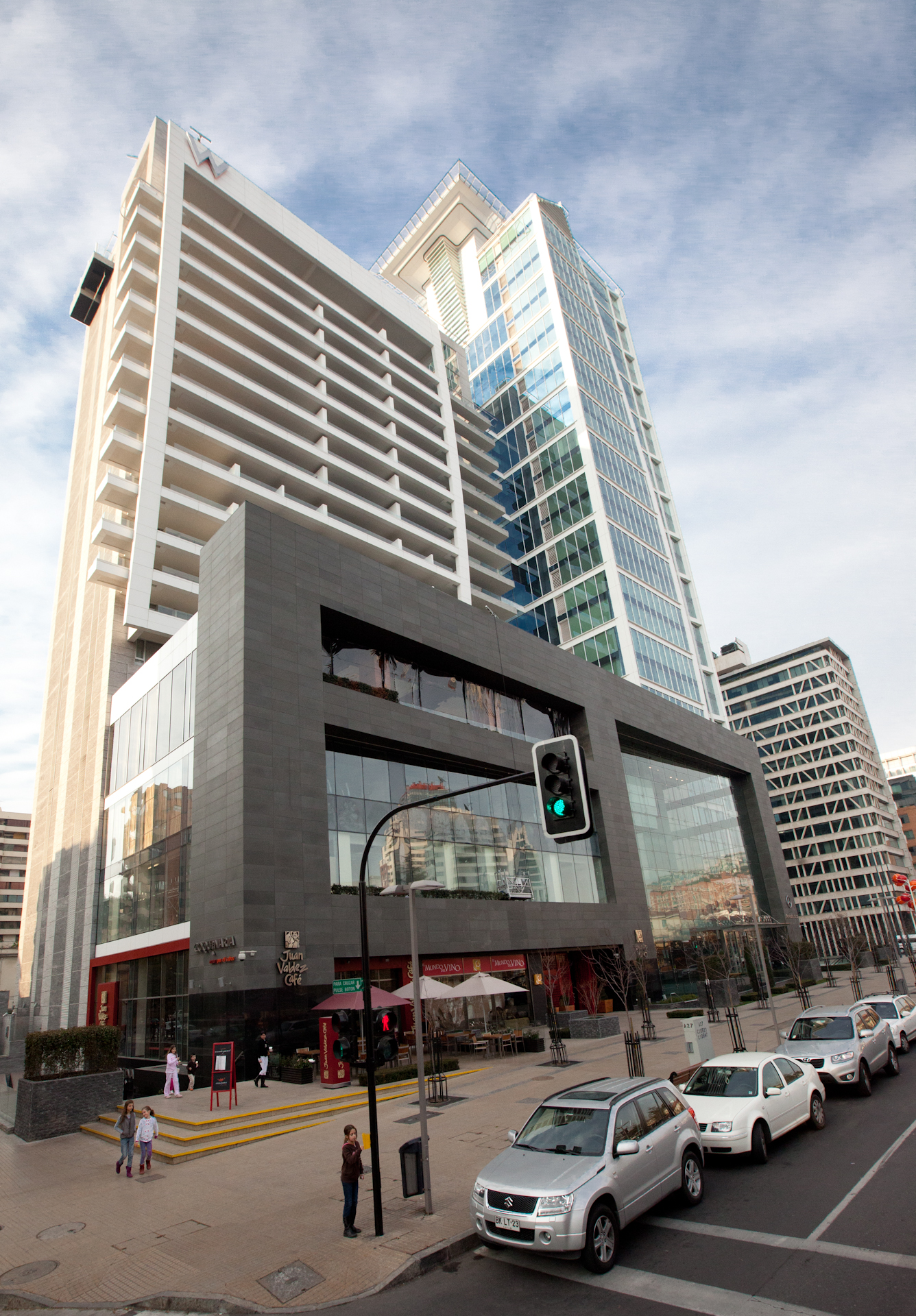
W in サンティアゴ (チリ)
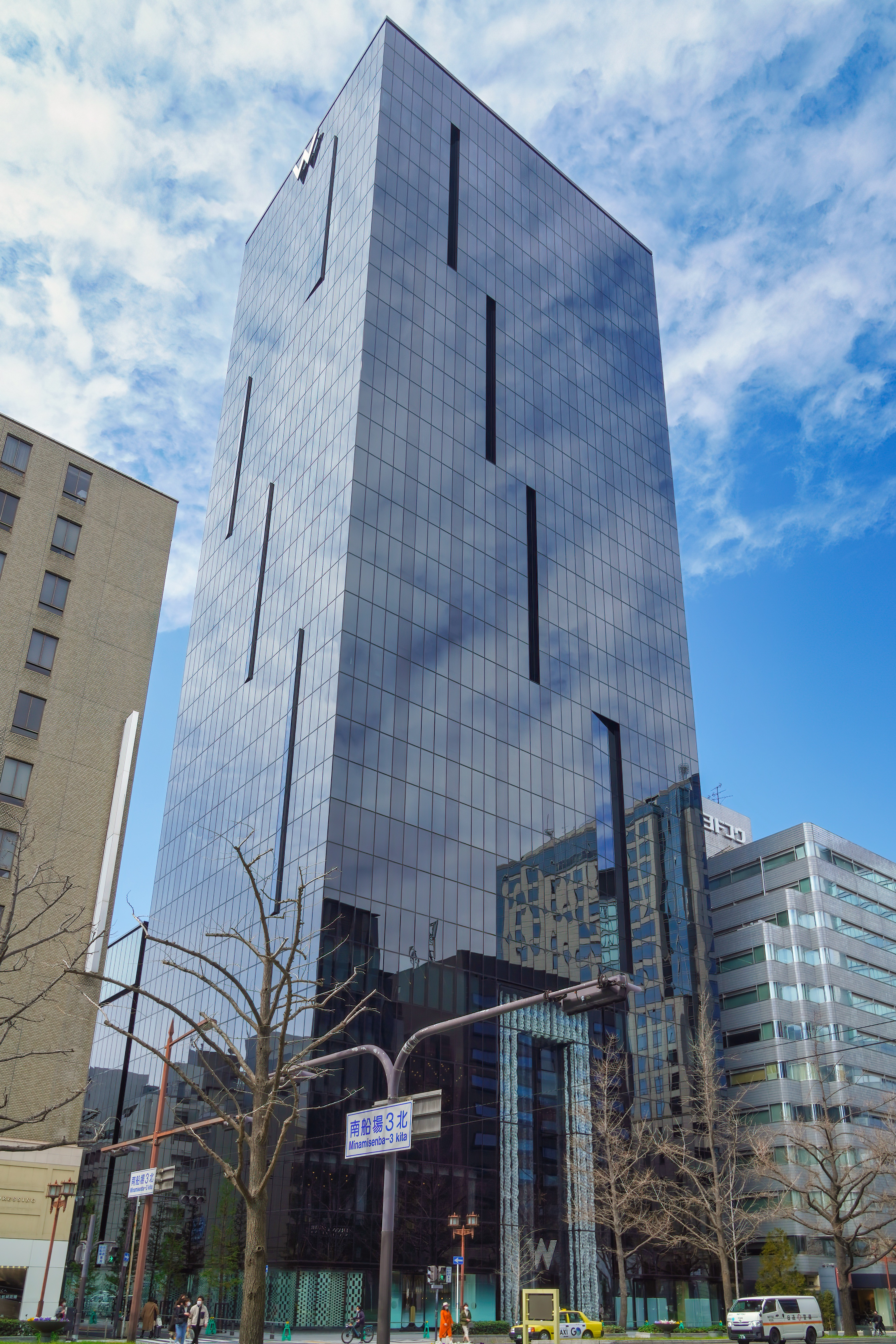
W大阪

## 日本での展開
- W大阪（大阪）
大阪・御堂筋沿いの積水ハウスが開発したビル内に、2021年3月16日開業[1]。Wホテルとしては、日本初進出[2][3]。

進出予定
- Wホテル（北海道）
北海道虻田郡ニセコ町のニセコビレッジ内に開業予定[4]。

進出断念
- （仮称）W Yokohama
2007年10月に、2010年夏ごろを目処とした横浜みなとみらい地区での開業計画が発表された[5]（その後のホテル側の情報では2012年5月の開業予定としていた）。しかし開発事業者の倒産もあり、2009年8月には「Wホテル Yokohama」のプロジェクト中断が発表され、実現に至らなかった[6]。

## 用語集
Wホテルでは、部屋やレストランの呼び方など独自の呼び方をしている。
- 客室
  - ワンダフル - 最も標準的な客室
  - スペクタキュラー - 標準クラスの客室
  - ファビュラス - 標準クラスの客室
  - クールコーナー - 角部屋
  - マーベラス - スイート
  - ファンタスティック - スイート
  - WOW - スイート
  - エクストリームWOW - WOWの上級クラス（多くは最上級スイートに当てられる）

- レストラン
  - キッチン - メインレストラン
  - ファイヤー - グリル系のレストラン

- その他の設備
  - リビングルーム - ラウンジ
  - ウェット - プール
  - フィット - ジム（以前は「スウェット」と呼ばれていた）
  - ワイヤード - ビジネスセンター